# Związek Walki Czynnej

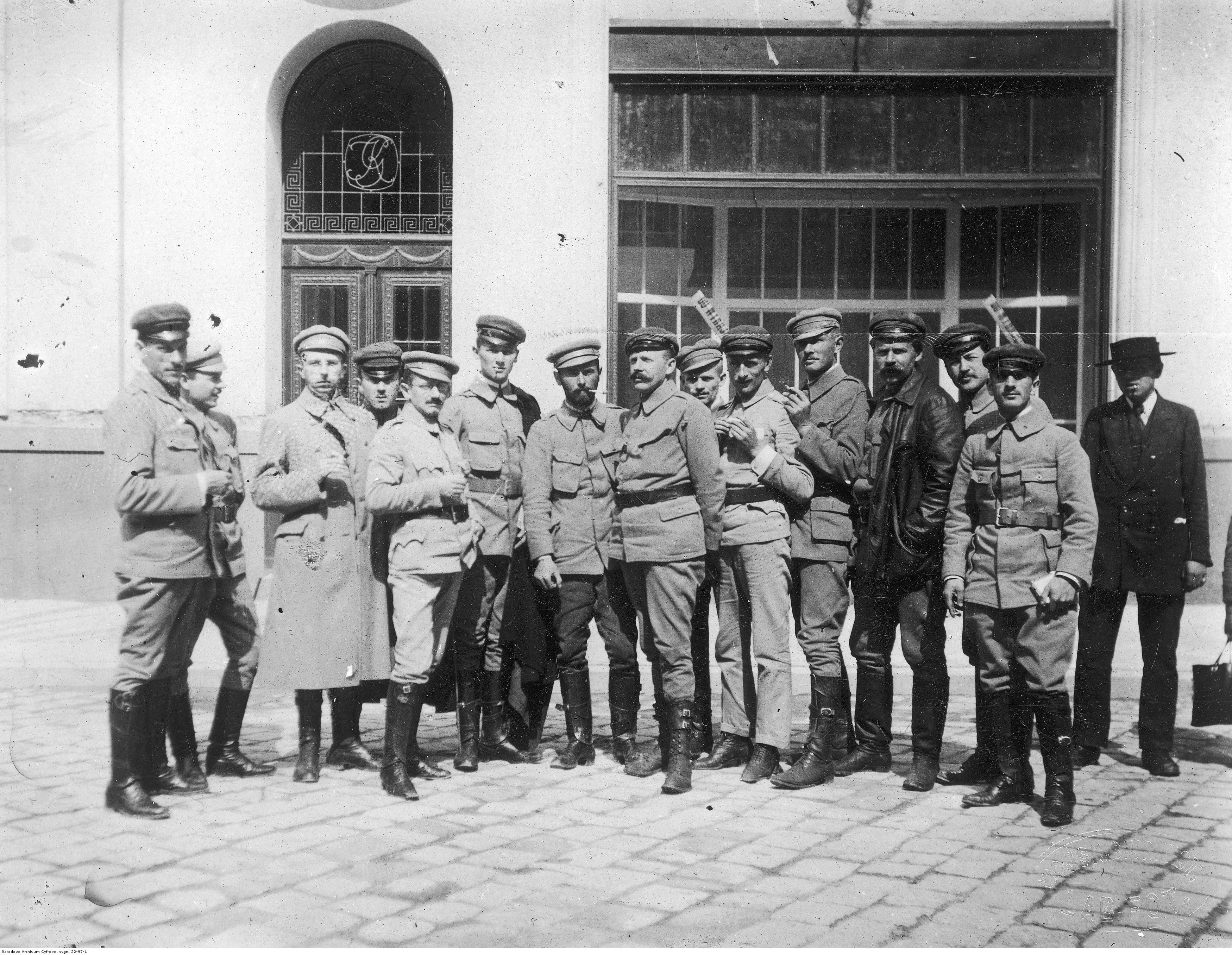
Rada Główna ZWC. Lwów, rok 1914

Związek Walki Czynnej (ZWC) – polska tajna organizacja wojskowa założona w czerwcu 1908 we Lwowie przez działaczy Organizacji Bojowej PPS, lecz o charakterze ponadpartyjnym, mająca przygotować walkę zbrojną o wyzwolenie Polski. Zainicjowała i kierowała organizacjami strzeleckimi, które dały początek I Brygadzie Legionów. Powołany przez Kazimierza Sosnkowskiego z inicjatywy Józefa Piłsudskiego.
Program Związku Walki Czynnej głosił, że celem organizacji jest prowadzenie poza granicami caratu robót przygotowawczych oraz wykształcenie organizatorów i kierowników dla przyszłego powstania zbrojnego w zaborze rosyjskim. Dążąc do rewolucyjnego powstania Polski przeciw najazdowi moskiewskiemu, ZWC stwierdza, że celem zgodnych usiłowań ogółu jego członków jest Niepodległa Republika Demokratyczna.

## Historia

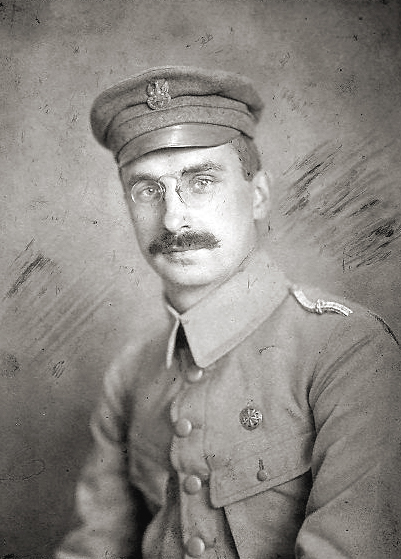
Kazimierz Sosnkowski – założyciel Związku Walki Czynnej

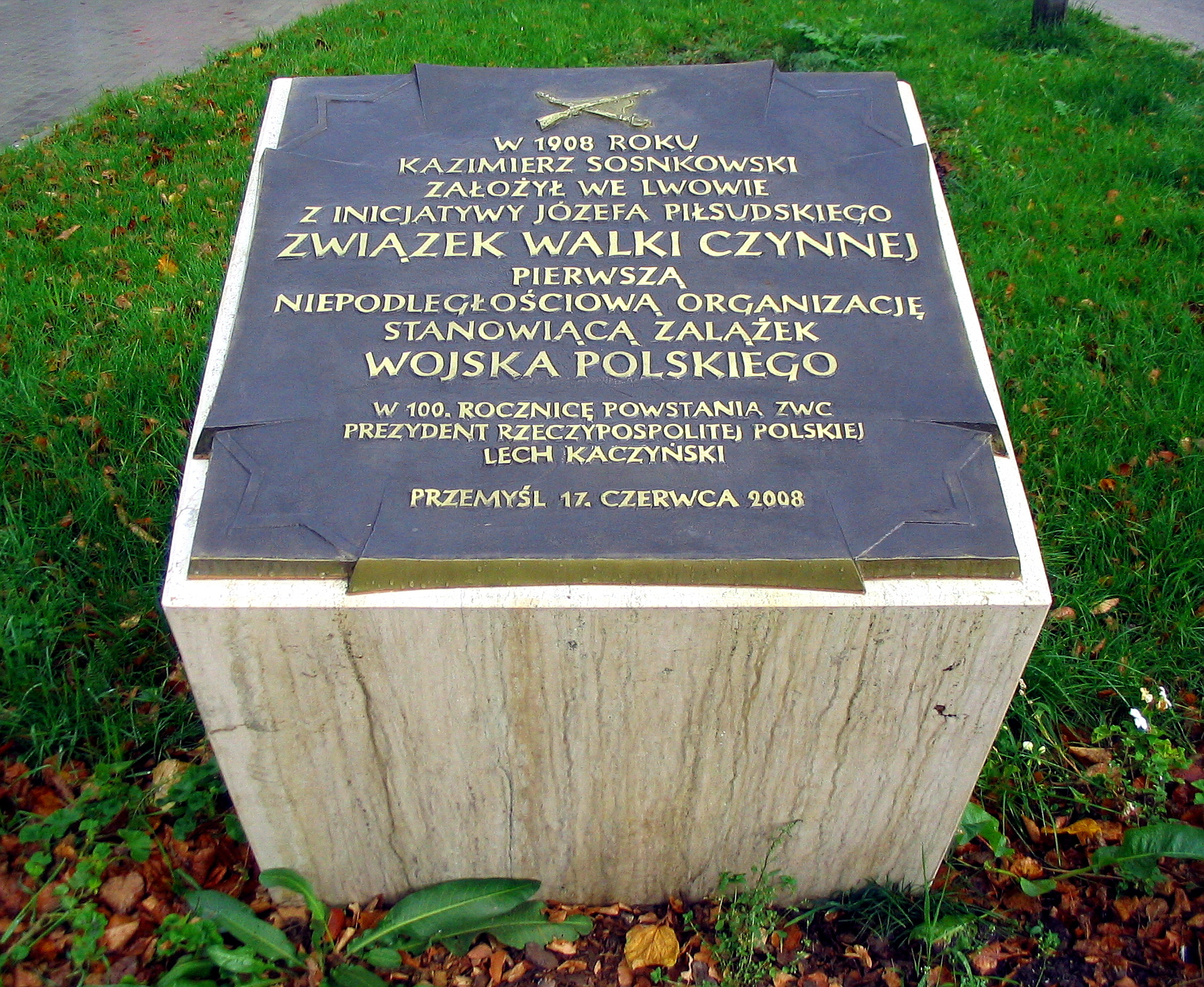
Tablica upamiętniająca setną rocznicę założenia ZWC, Przemyśl

Piłsudski uważał, że Organizacja Bojowa Polskiej Partii Socjalistycznej stanowi przegraną kartę historii, chciał rozpocząć nowy okres walki.
Inicjatorem powołania Związku był Kazimierz Sosnkowski, który na bazie kół milicyjnych PPS we Lwowie rozpoczął tworzenie ponadpartyjnej organizacji o charakterze wojskowym. W skład miały wejść również członkowie niezależnych od PPS organizacji: Organizacji Wojskowej „Nieprzejednani” (Ignacy Witold Sadowski), „Związku Odrodzenia” (Władysław Sikorski), oraz lwowskie środowiska „Promienia” i Młodzieży Postępowo-Niepodległościowej. Sosnkowski podkreślał, iż inspirował się rozmową z Józefem Piłsudskim. W końcu czerwca 1908 w mieszkaniu Sosnkowskiego odbyło się zebranie, gdzie powołano organizację, którą na wniosek Mariana Kukiela nazwano „Związkiem Walki Czynnej”. Działalnością organizacji kierował coroczny Zjazd, (zwany Radą Członków) oraz Wydział złożony z: Kazimierza Sosnkowskiego, Władysława Rożena, Stefana Dąbkowskiego i Zygmunta Bohuszewicza). Organizacja miała charakter zdyscyplinowanej i centralnie zarządzanej organizacji wojskowej powiązanej z PPS-Frakcją Rewolucyjną, uważając się za siłę pomocniczą Organizacji Bojowej PPS, pozostając w ścisłej łączności. Podstawową jednostką była „szóstka”, trzy „szóstki” stanowiły „oddział”, dwa „oddziały” – „dzielnicę”. Najwyższą strukturą ZWC był „okręg” podporządkowany Wydziałowi.

Celem Związku było przygotowanie poza granicami caratu robót przygotowawczych oraz wytworzenie (zastępu) organizatorów i kierowników technicznych dla przyszłego powstania zbrojnego w zaborze rosyjskim, które miało doprowadzić do niepodległej republiki demokratycznej. Wskazywano na potrzebę połączenia celów społecznych z dążeniem do 

wyzwolenia społecznej reformy, która by ogółowi obywateli wyzwolonego kraju zagwarantowała prawo do pracy i chleba, a zamieniając ziemię na własność narodową, zwróciła ją dawnemu jej właścicielowi - milionom pracującego ludu.

Początkowo Związek funkcjonował głównie jako szkoła wojskowa. W listopadzie 1908 uruchomiono we Lwowie niższy kurs wojskowy dla 54 słuchaczy i 10 wykładowców. Pierwszymi wykładowcami byli: Kazimierz Sosnkowski, „Józef”, Stefan Dąbkowski „Stefan” (wykładowca materiałów wybuchowych), Marian Kukiel „Stach” (wykładowca historii i geografii), Mieczysław Trojanowski „Ryszard” (wykładowca organizacji wojska i broni), Jerzy Ołdakowski „Orcio” (wykładowca nauki o broni), Jan Gorzechowski „Jur” (wykładowca nauki o broni), Kazimierz Możdżen „Kinto”, Władysław Sikorski „Władek”, oraz dwóch nieznanych z nazwiska. Latem 1910 uruchomiono szkołę w Krakowie, której komendantem był Henryk Minkiewicz.
W listopadzie 1908 Związek liczył 64 członków. Rozrost nastąpił w 1909 gdy powstały komórki w Krakowie, Borysławiu i Brzeżanach. W czerwcu 1909 związek zrzeszał 147 członków, z czego 105 we Lwowie, 36 w Krakowie i 6 w Borysławiu. W 1910 liczył 219 członków.
W lipcu 1909 na I Zjeździe ZWC osłabiono współpracę z PPS, oraz załagodzono radykalne postulaty społeczne. Organizacja przejęła trwałe wzorce i strukturę. Najniższą była sekcja złożona początkowo z sześciu a potem ośmiu członków na czele z chorążym. Dwie sekcje tworzyły pluton, na czele którego stał podporucznik. Cztery plutony tworzyły kompanię dowodzona przez kapitana. Zebranie – najwyższą władzę – przekształcono w Radę Główną ZWC, w której zasiadali oficerowie i ogół słuchaczy kursu wyższego. Wyższy kurs wojskowy ukończyło 67 członów Związku, otrzymując odznakę – znak oficerski „Parasol”. 
Organizacja rozrosła obejmując najpierw Galicję, miasta Europy zachodniej, potem obszar Królestwa Polskiego i zabór pruski. Jej komórki powstały nawet na terenie Rosji, obejmując zaborze rosyjskim w 1912 ok. 300 członków. W 1909 kierownictwo Związku objął formalnie Józef Piłsudski.
Związek zorganizował kilka tajnych szkół podoficerskich i oficerskich. Słuchaczy rekrutowano głównie spośród młodzieży akademickiej.
W 1910 powstały będące pod wpływem Związku organizacje jawne: Towarzystwo „Strzelec” w Krakowie i Związek Strzelecki we Lwowie, będące faktycznie organizacjami przysposobienia wojskowego. 
W 1912 Związek liczył 700–800 członków. Do 1911 w skład Wydziału wchodził przedstawiciel OB PPS Mieczysław Dąbkowski. Jednak wskutek sporów ustąpił on, zaś w PPS doszło do podziału i wyodrębnieniu się grupy PPS Opozycja, protestującej przeciw Piłsudskiemu wspierającemu działania Związku w opozycji do Wydziału Bojowego PPS.
W tymże roku 1912 dokonano reorganizacji. Na kolejnej Radzie Głównej ZWC, zlikwidowano kolektywny Wydział a powołano Komendanta Głównego – Józefa Piłsudskiego i Szefa Sztabu Głównego – Kazimierza Sosnkowskiego. Przy komendancie działała Rada Przyboczna Komendanta ZWC 
Pod ich komendą były Związek Strzelecki oraz Polskie Drużyny Strzeleckie. W 1914 Związek liczył 7239 członków, stanowiąc kadry tworzonych Legionów Polskich.

## Upamiętnienie
27 czerwca 2008 r. Sejm RP, przyjął uchwałę „w sprawie upamiętnienia 100. rocznicy powstania Związku Walki Czynnej”, o treści:

Sto lat temu, w czerwcu 1908 roku, z inspiracji Józefa Piłsudskiego powstał we Lwowie konspiracyjny Związek Walki Czynnej – pierwsza niepodległościowa organizacja paramilitarna stanowiąca zalążek Wojska Polskiego. Jej założycielem był Kazimierz Sosnkowski, jeden z przywódców Organizacji Bojowej PPS, późniejszy szef sztabu I Brygady Legionów, a w czasie II wojny światowej Naczelny Wódz Polskich Sił Zbrojnych.
Związek Walki Czynnej poprzez skupienie w swoich szeregach wielu środowisk niepodległościowych działających na ziemiach polskich oraz na emigracji, doprowadził do powstania Związków Strzeleckich i Legionów Polskich, które w znaczącym stopniu przyczyniły się do odzyskania niepodległości, a następnie stanowiły kadrę Wojska Polskiego. Członkowie Związku Walki Czynnej, wśród nich Marian Kukiel, Władysław Prażmowski-Belina, Aleksander Prystor, Edward Rydz-Śmigły, Władysław Sikorski, Walery Sławek, Kazimierz Świtalski, Mieczysław Trojanowski oraz wielu innych, przez kilkadziesiąt kolejnych lat niezłomnie działali na rzecz niezawisłości Państwa Polskiego.
Sejm Rzeczypospolitej Polskiej podejmuje tę uchwałę w poczuciu trwałości idei, którym służył Związek Walki Czynnej oraz w przekonaniu, że kolejne pokolenia Polaków będą pamiętać o jego twórcach i żołnierzach.